# Krzysztof Czajkowski (literaturoznawca)
Krzysztof Włodzimierz Czajkowski (ur. 17 lutego 1963 w Myszkowie) – polski literaturoznawca, konsul generalny w Irkucku (2009–2011).

## Życiorys
Krzysztof Czajkowski ukończył liceum w Częstochowie oraz studia polonistyczne na Wydziale Nauk Humanistycznych Katolickiego Uniwersytetu Lubelskiego (1989 – seminarium Mariana Maciejewskiego). W 1999 uzyskał tamże stopień doktora nauk humanistycznych w zakresie literaturoznawstwa (specjalność: historia literatury polskiej) na podstawie napisanej pod kierunkiem Mariana Maciejewskiego dysertacji Poetycka archeologia romantyków.
Jego zainteresowania badawcze obejmują przede wszystkim zagadnienia literatury polskiej okresu oświecenia i romantyzmu. 
Od 1990 związany zawodowo z Akademią im. Jana Długosza w Częstochowie, gdzie był między innymi dyrektorem Instytutu Filologii Polskiej. Od 2005 do 2006 tworzył i kierował Katedrą Polonistyki Kijowskiego Uniwersytetu Slawistycznego. W 2006 rozpoczął pracę na stanowisku ds. nauki, kultury i Polonii w Konsulacie Generalnym RP w Brześciu, następnie od 2009 do 2011 był Konsulem Generalnym RP w Irkucku. 
W latach 2000–2006 był prezesem częstochowskiego oddziału Towarzystwa Literackiego im. Adama Mickiewicza i członkiem Zarządu Głównego TLiAM oraz członkiem założycielem Polskiego Towarzystwa do Badań nad Wiekiem Osiemnastym.
W 2014 kandydował z poparciem lokalnego komitetu na urząd burmistrza Myszkowa. Zdobył 278 głosów (2,21%), zajmując szóste, ostatnie miejsce.
Ojciec trójki dzieci.

## Wyróżnienia
- Srebrny Krzyż Zasługi „za zasługi w działalności na rzecz rozwoju nauki” (2017)[6]
- Doktor honoris causa Kijowskiego Uniwersytetu Slawistycznego (2003)[3]